# مانوئل سولیس پالما
مانوئل سولیس پالما (انگلیسی: Manuel Solís Palma; زاده ۳ دسامبر ۱۹۱۷ – درگذشته ۶ نوامبر ۲۰۰۹) سیاستمدار اهل پاناما بود. وی از ۲۶ فوریه ۱۹۸۸ تا ۱ سپتامبر ۱۹۸۹ رئیس‌جمهور موقت پاناما بود.
مانوئل سولیس پالما در ۶ نوامبر ۲۰۰۹، در سن ۹۱ سالگی در پاناماسیتی درگذشت.